# Штумпф, Филипп Филиппович
Филипп Филиппович Штумпф (1864—1921) — предприниматель, общественный деятель, агроном, конезаводчик, гласный Омской городской думы, председатель Биржевого комитета. Член Русского Географического общества и вице-президент Омского общества коневодства.

## Биография
Филипп Филиппович Штумпф родился в 1864 году в Томске. Его предками были немецкие колонисты, которые проживали в Саратовской губернии. Он поступил в Томский университет, и окончил его с отличием и ученым званием в области сельскохозяйственных наук.
В 1898 году он переехал в Омск — генерал-губернатор М. А. Таубе предложил ему должность главного агронома Степного края.
В собственности предпринимателя был одноэтажный дом, который находился по современному адресу улица Ч. Валиханова, 10. Сам дом был частью городского усадебного комплекса, но из всех строений до нашего времени сохранился только он. Потолки здания были украшены лепниной в стилях классицизм и модерн. На первом этаже находился кабинет хозяина, в котором был камин. В доме было паровое отопление и теплые полы. 

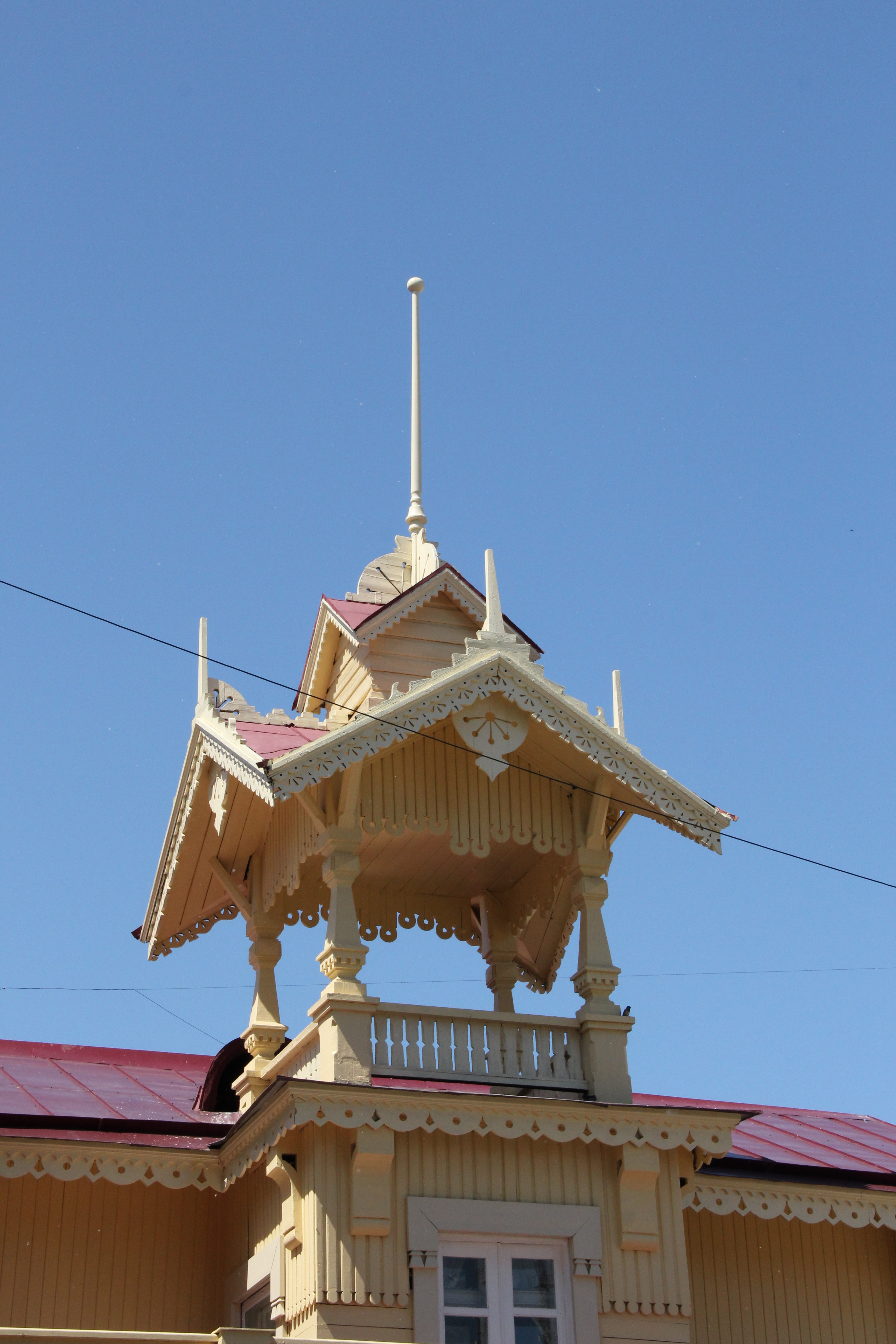
Башенка-бельведер на доме Штумпфа
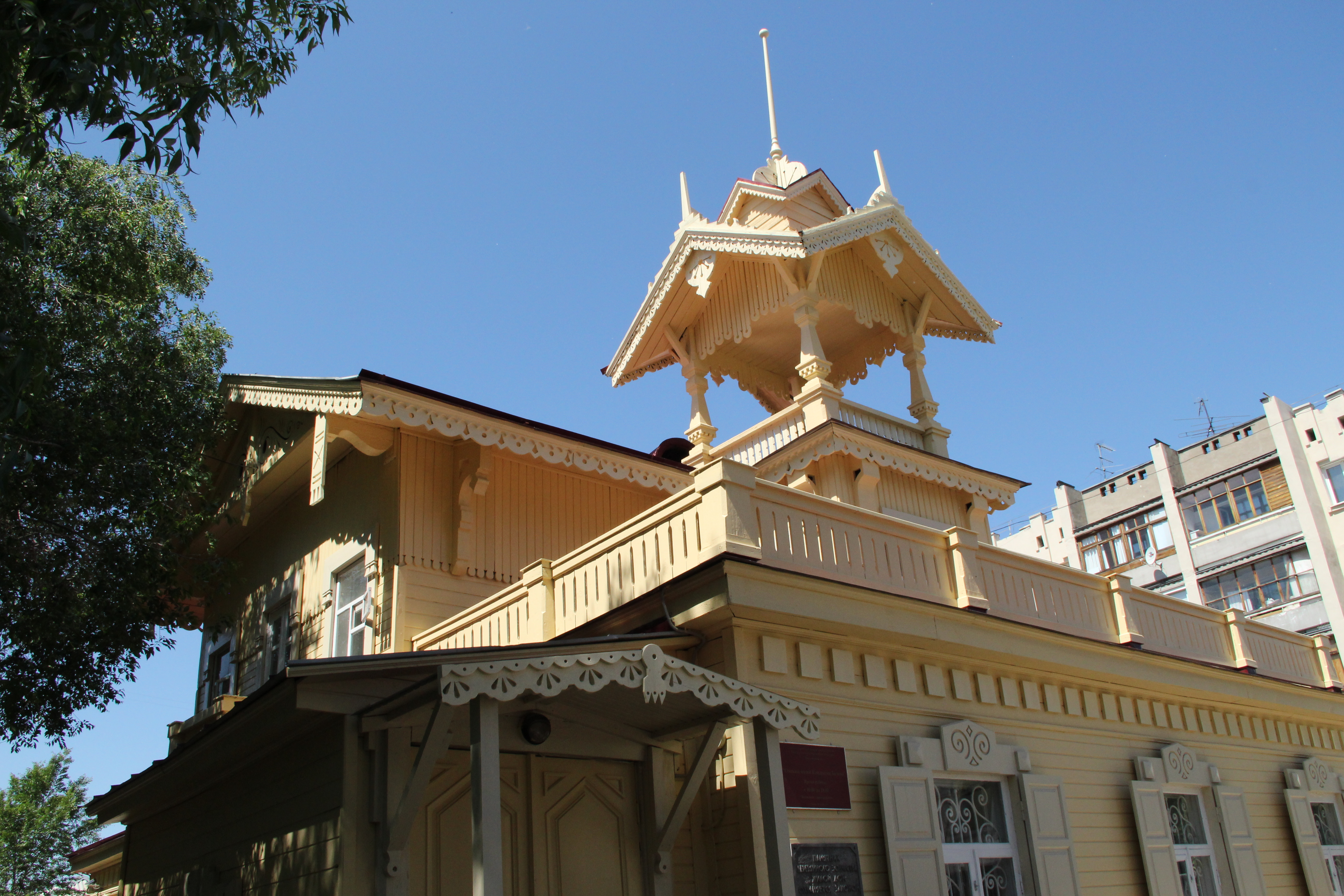
Элементы старой архитектуры в Омске
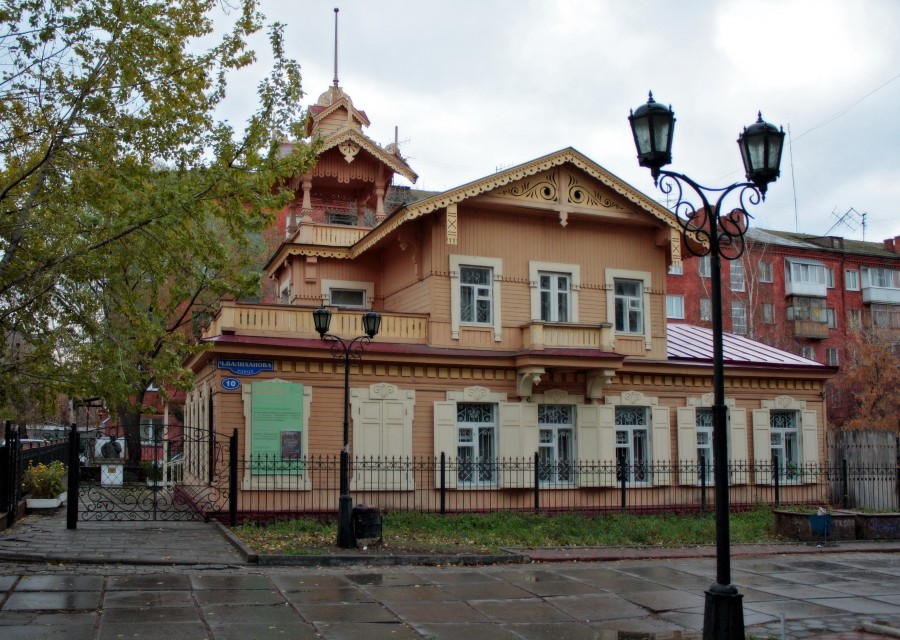
Дом Филиппа Штумпфа сохранился до нашего времени
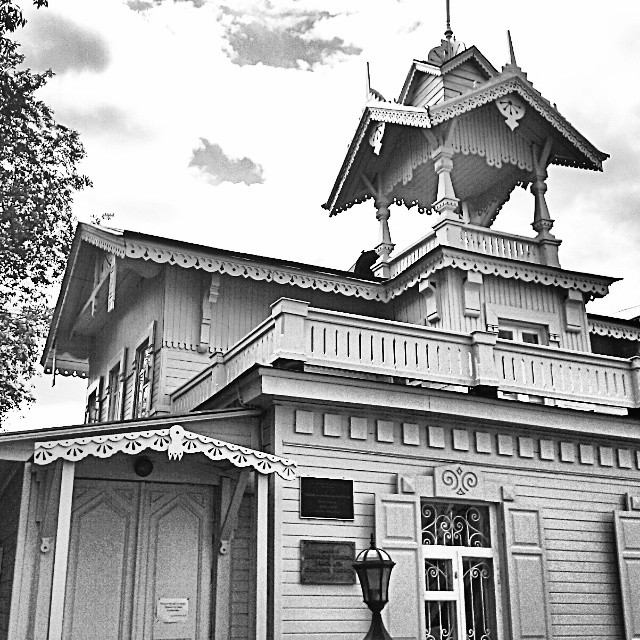
Фото дома в черно-белом цвете
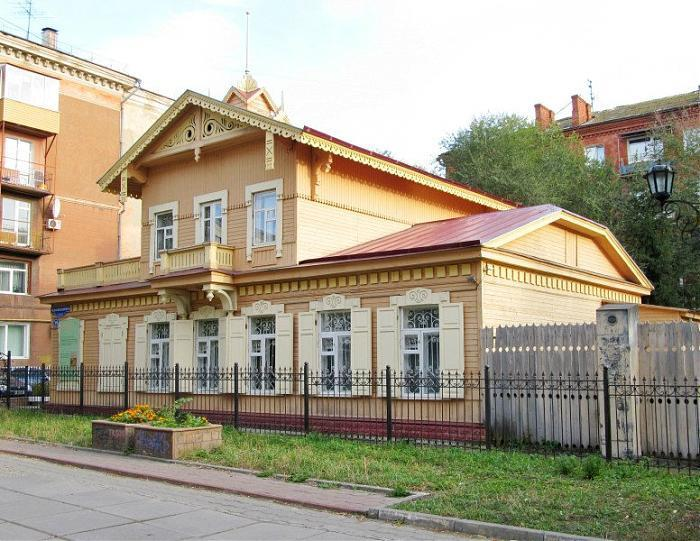
Дом по улице Ч.Валиханова, 10 в Омске
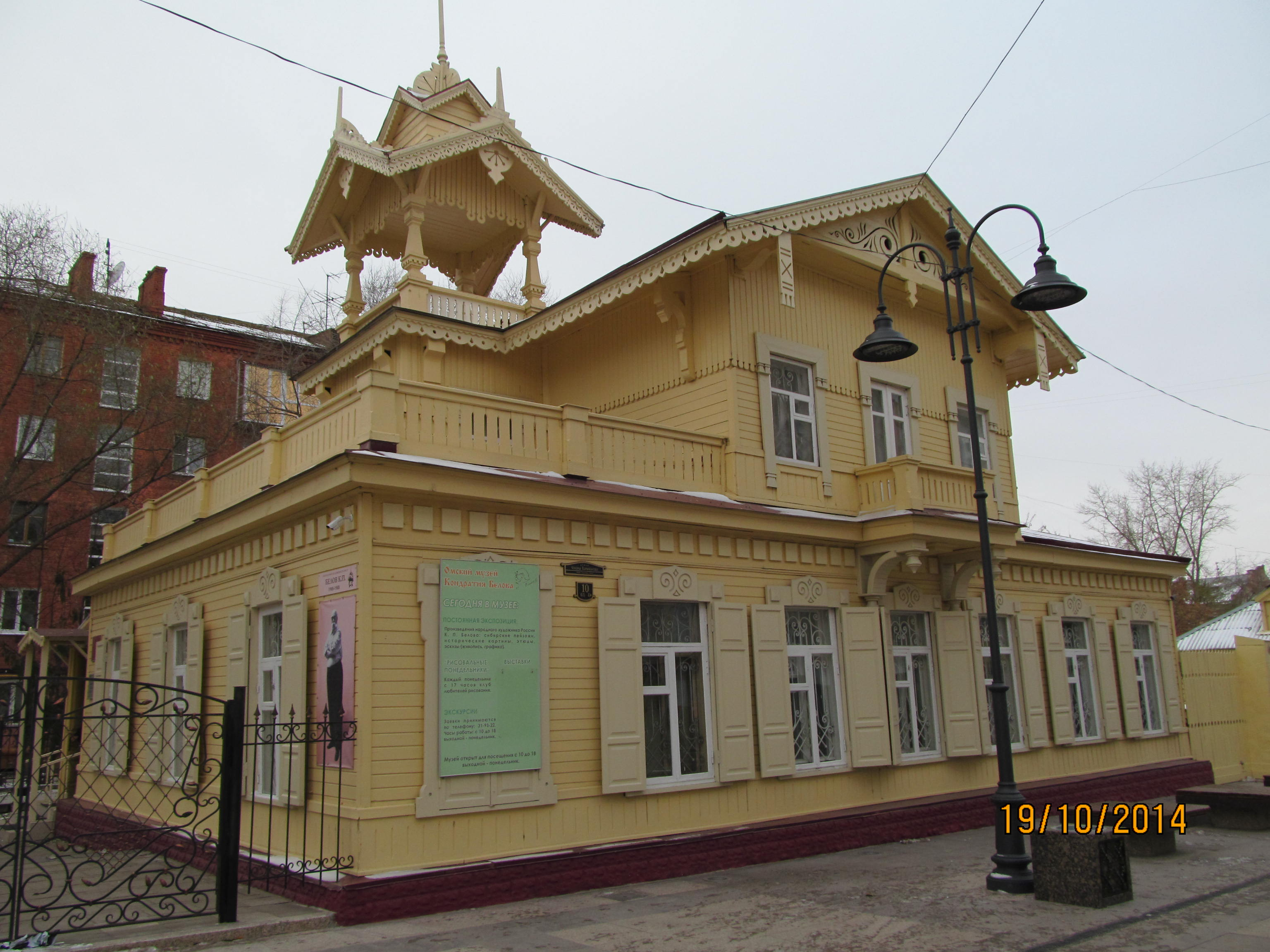
Современное состояние дома

Усадьба предпринимателя находилась на территории Казачьего форштадта. В районе села Троицкое, Филипп Штумпф арендовал земельный участок, площадь которого составила более 7 гектаров земли. На этом участке было организовано хозяйство, за которым присматривал его брат Георгий Филиппович Штумпф. У предпринимателя также был обустроен водопровод с артезианской скважиной, в собственности была техника — трактор, локомобиль, паровая молотилка.
Филипп Штумпф был гласным Омской городской думы и председателем Биржевого комитета, председателем омского отдела Московского общества сельского хозяйства. Состоял в Русском Географическом обществе. Он был собственником нескольких заводов по производству сыра, масла, обработке кожи и льна. Его главной рабочей отраслью было полеводство.
В начале 1910 года Штумпфы решили расширить площадь дома и пристроили объемы с южной и западной стороны.
В 1911 году в Омске прошла первая Западно-Сибирская сельскохозяйственная выставка, на которой Филипп Штумпф получил 21 награду.
Жена — Надежда Степановна Белышева.
Занимал должность вице-президента Омского общества коневодства и был среди организаторов Общества художников и любителей изящных искусств.
По состоянию на 1912 год, площадь посевных площадей, которые принадлежали Филиппу Штумпфу, составила 1350 десятин. В 1914 году в его хозяйстве насчитывалось 236 голов крупного рогатого скота, насчитывалось 59 верблюдов.
После прихода советской власти, Штумпф потерял свой дом и загородное имущество. Он участвовал в антисоветском мятеже 1918 года, после чего попал в тюрьму, но был выпущен под залог. В 1919 году покинул Омск вместе с женой Надеждой Степановной, но по дороге заболел тифом. После выздоровления, вернулся в город и некоторое время снимал комнату неподалеку от своего бывшего дома.
Умер в марте 1921 года от инфаркта. В его городском доме в 1920-х годах работал детский дом, а в 1930-х годах здесь уже располагались коммунальные квартиры, в которых проживало 15 семей.
В 1980-х годах дому присвоили звание памятника архитектуры.
От сноса дом спас художник Кондратий Белов, который организовал в этом доме мастерскую, а затем в доме был организован дом-музей народного художника Кондратия Белова. Фасад этого дома украшают славянские символы стихий.